# Flèche wallonne féminine 2018
Cet article concerne l'édition féminine de la Flèche wallonne. Pour la course masculine, voir Flèche wallonne 2018.
La 21e édition de la Flèche wallonne féminine a lieu le 18 avril 2018. C'est la huitième épreuve de l'UCI World Tour féminin 2018. Elle est remportée par la Néerlandaise Anna van der Breggen.

## Équipes
| Équipes féminines professionnelles (23)- Alé Cipollini - Astana Women's - BePink Cogeas - Boels Dolmans - BTC City Ljubljana - Canyon-SRAM Racing - Cervélo Bigla - Cylance - Doltcini-Van Eyck Sport - Experza-Footlogix - FDJ-Nouvelle Aquitaine-Futuroscope - Health Mate-Cyclelive Team - Hitec Products-Birk Sport - Lotto Soudal Ladies - Mitchelton-Scott - Movistar Team - Sunweb - Tibco-Silicon Valley Bank - Trek-Drops - Valcar PBM - WaowDeals - Wiggle High5 - Virtu |
| |

## Parcours

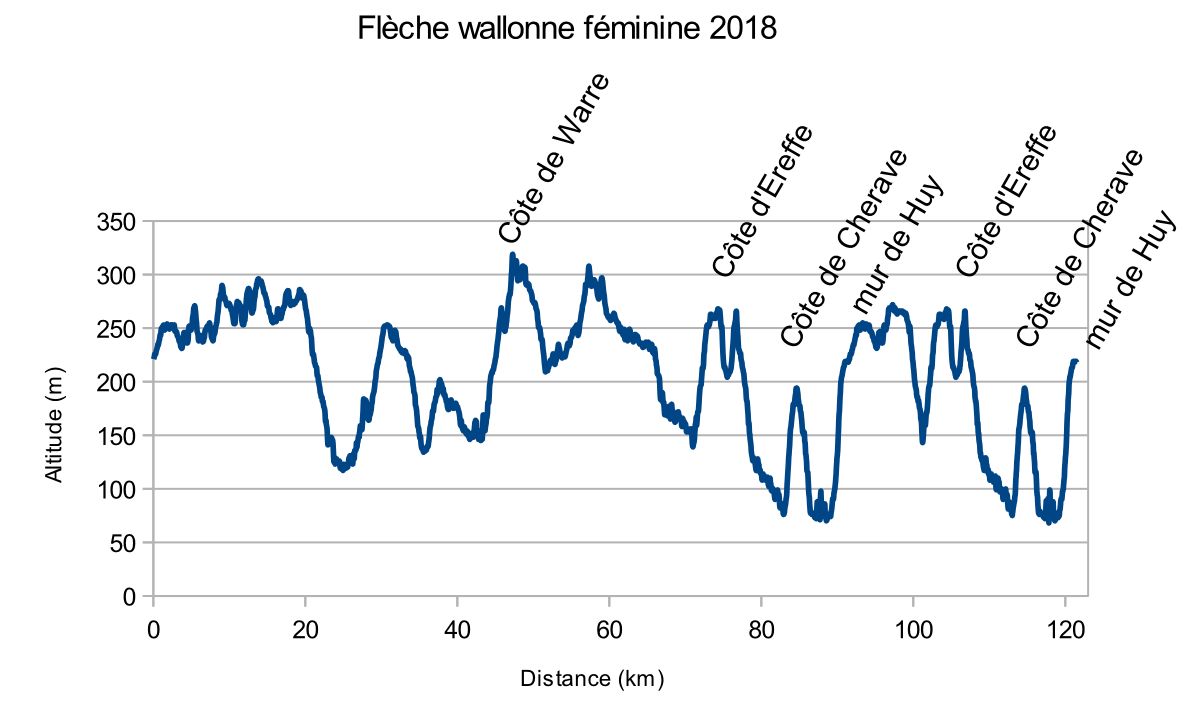
Profil de la course

Le parcours est changé dans son début avec un boucle vers le sud-est. Un grand circuit suivi d'un tour d'un petit circuit sont au programme. Sept côtes sont répertoriées pour cette édition :
| Num | Nom             | km    | Longueur (m) | Pente moyenne | km de l'arrivée |
| --- | --------------- | ----- | ------------ | ------------- | --------------- |
| 1   | Côte de Warre   | 45,5  | 2 200        | 4,9 %         | 73              |
| 2   | Côte d'Ereffe   | 73    | 2 100        | 5 %           | 45,5            |
| 3   | Côte de Cherave | 83,5  | 1 300        | 8,1 %         | 35              |
| 4   | Mur de Huy      | 89,5  | 1 300        | 9,6 %         | 29              |
| 5   | Côte d'Ereffe   | 102   | 2 100        | 5 %           | 16,5            |
| 6   | Côte de Cherave | 112,5 | 1 300        | 8,1 %         | 6,0             |
| 7   | Mur de Huy      | 118,5 | 1 300        | 9,6 %         | 0               |

## Favorites
Anna van der Breggen, triple tenante du titre, est favorite à propre succession après ses victoires sur les Strade Bianche et le Tour des Flandres. L'équipe Canyon-SRAM se présente également au départ avec deux sérieuses prétendante au titre avec la vainqueur 2014 Pauline Ferrand-Prévot et la Polonaise, vainqueur du Trofeo Alfredo Binda, Katarzyna Niewiadoma. Ashleigh Moolman toujours très bien placée à Huy est également un outsider. La Néerlandaise polyvalente Annemiek van Vleuten et sa coéquipière Amanda Spratt, troisième à l'Amstel Gold Race, sont les meilleurs arguments pour la formation Mitchelton-Scott. Enfin Elisa Longo Borghini compte revenir en forme après un début de saison compliqué. On peut noter l'absence au départ de Marianne Vos,.

## Récit de la course

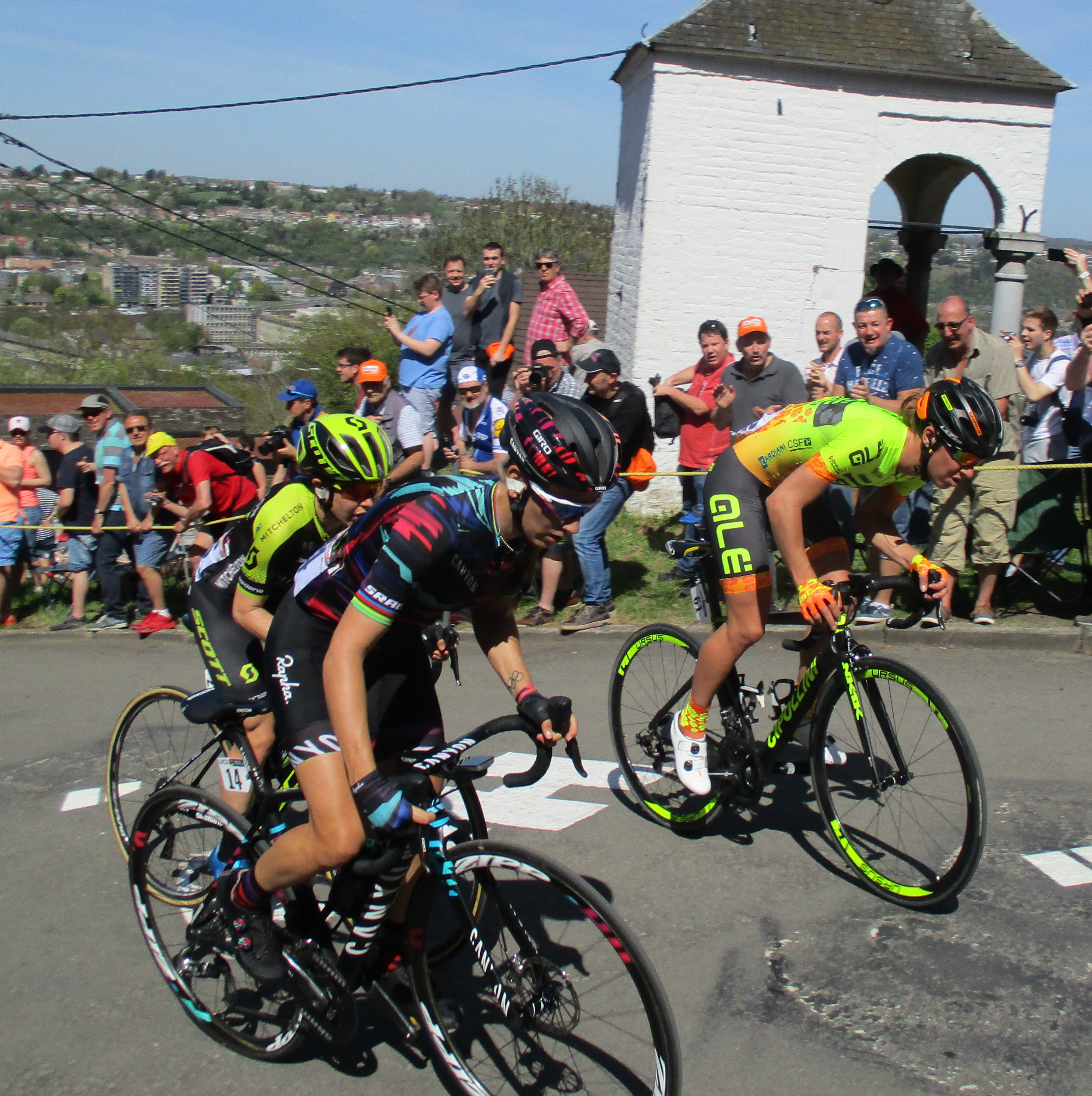
Spratt, Ferrand-Prévot et Ensing.

La météo est très ensoleillée et le thermomètre affiche dix-neuf degrés. En début de course, Vita Heine, Anna Trevisi ou Christina Siggaard tentent de partir sans succès. Au kilomètre trente-deux, Doris Schweizer réussit à s'extraire. Elle est rejointe trente kilomètres plus loin par Ane Santesteban, Omer Shapira, Medvedova et Dalia Muccioli. Leur avance culmine à une minute quarante à cinquante kilomètres de l'arrivée. La formation Canyon-SRAM se met alors à mener la poursuite. Elles sont rejointes peu avant la côte de Cherave. Dans celle-ci, Pauline Ferrand-Prévot attaque. Elle est suivie par Megan Guarnier, Janneke Ensing et Amanda Spratt. Elles passent ensemble le mur de Huy et comptent quarante-cinq secondes d'avance au kilomètre quatre-vingt-quatorze. Les équipes non-représentées à l'avant réagissent. Mavi Garcia part en chasse. Dans la côte de Cherave l'écart descend à vingt secondes. Le groupe d'échappée aborde néanmoins en tête le mur de Huy. Ashleigh Moolman est la première à accélérer à cinq cents mètres du but après avoir repris les fuyardes. La Sud-Africaine est suivie par Anna van der Breggen qui la double sur la fin. Megan Guarnier est troisième,.

## Classements

### Classement final

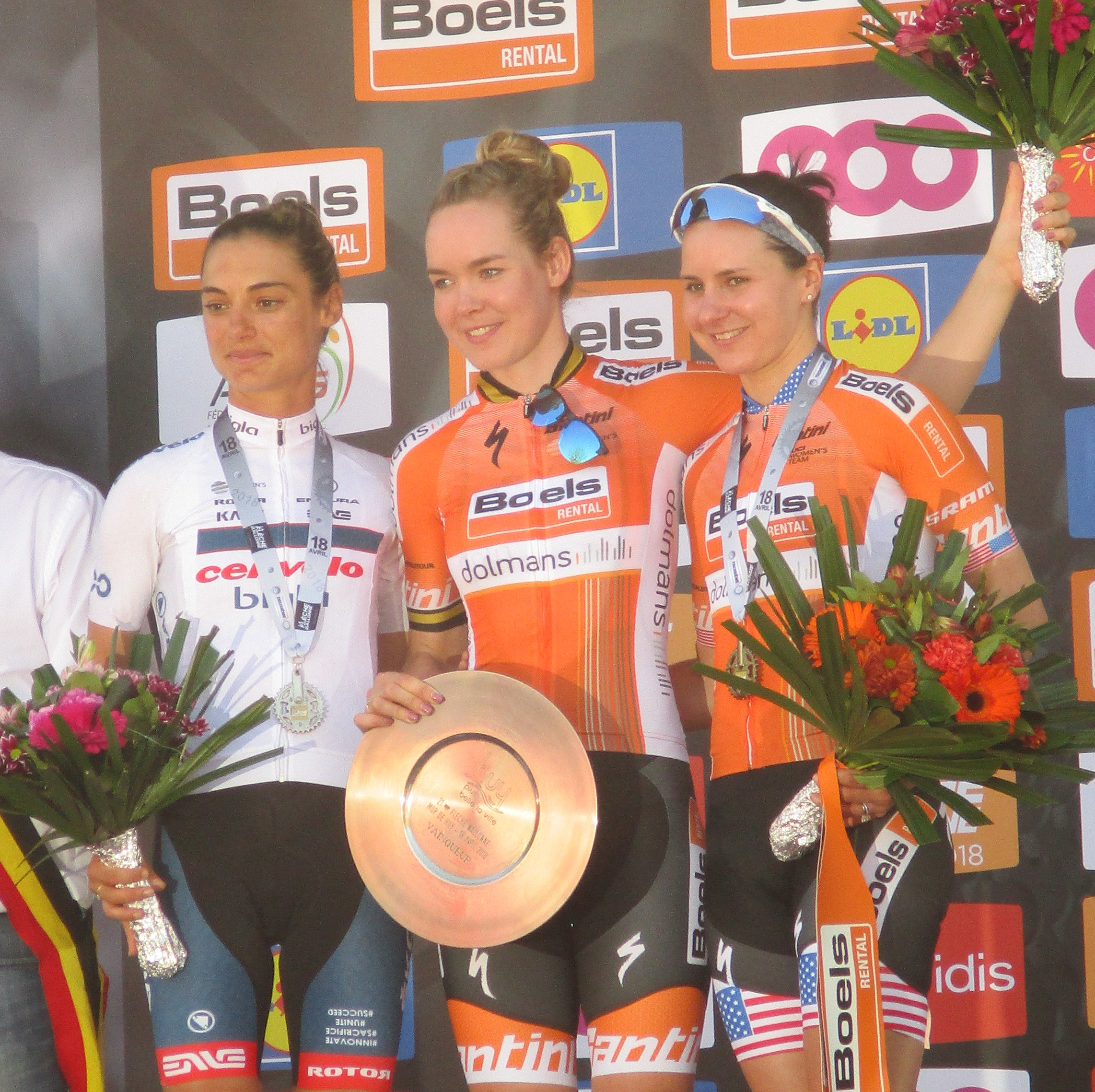
Podium.

| \| Classement général \| Classement général \| Classement général \| Classement général \| Classement général \| \| Coureuse \| Coureuse \| Pays \| Équipe \| Temps \| \| ------------------ \| -------------------- \| ------------------ \| ---------------------------------- \| ------------------ \| \| 1re \| Anna van der Breggen \| Pays-Bas \| Boels Dolmans \| 3 h 10 min 14 s \| \| 2e \| Ashleigh Moolman \| Afrique du Sud \| Cervélo Bigla \| + 2 s \| \| 3e \| Megan Guarnier \| États-Unis \| Boels Dolmans \| + 2 s \| \| 4e \| Annemiek van Vleuten \| Pays-Bas \| Mitchelton-Scott \| + 6 s \| \| 5e \| Amanda Spratt \| Australie \| Mitchelton-Scott \| + 17 s \| \| 6e \| Shara Gillow \| Australie \| FDJ-Nouvelle Aquitaine-Futuroscope \| + 19 s \| \| 7e \| Sabrina Stultiens \| Pays-Bas \| WaowDeals \| + 22 s \| \| 8e \| Sofia Bertizzolo \| Italie \| Astana Women's Team \| + 22 s \| \| 9e \| Anastasia Chursina \| Russie \| BTC City Ljubljana \| + 25 s \| \| 10e \| Mavi García \| Espagne \| Movistar Team \| + 28 s \| |                      |                |                                    |                 |
| |                      |                |                                    |                 |
| Sources : ProCyclingStats Cycling Quotient |                      |                |                                    |                 |
| Classement général |                      |                |                                    |                 |
| Coureuse | Coureuse             | Pays           | Équipe                             | Temps           |
| 1re | Anna van der Breggen | Pays-Bas       | Boels Dolmans                      | 3 h 10 min 14 s |
| 2e | Ashleigh Moolman     | Afrique du Sud | Cervélo Bigla                      | + 2 s           |
| 3e | Megan Guarnier       | États-Unis     | Boels Dolmans                      | + 2 s           |
| 4e | Annemiek van Vleuten | Pays-Bas       | Mitchelton-Scott                   | + 6 s           |
| 5e | Amanda Spratt        | Australie      | Mitchelton-Scott                   | + 17 s          |
| 6e | Shara Gillow         | Australie      | FDJ-Nouvelle Aquitaine-Futuroscope | + 19 s          |
| 7e | Sabrina Stultiens    | Pays-Bas       | WaowDeals                          | + 22 s          |
| 8e | Sofia Bertizzolo     | Italie         | Astana Women's Team                | + 22 s          |
| 9e | Anastasia Chursina   | Russie         | BTC City Ljubljana                 | + 25 s          |
| 10e | Mavi García          | Espagne        | Movistar Team                      | + 28 s          |

### UCI World Tour

#### Points attribués
| Position           | 1er | 2e  | 3e  | 4e  | 5e | 6e | 7e | 8e | 9e | 10e | 11e | 12e | 13e | 14e | 15e | 16e à 30e | 31e à 40e |
| Classement général | 200 | 150 | 125 | 100 | 85 | 70 | 60 | 50 | 40 | 35  | 30  | 25  | 20  | 15  | 10  | 5         | 3         |

| Classement par points | Classement par points | Classement par points | Classement par points | Classement par points |
| Coureuse              | Coureuse              | Pays                  | Équipe                | Points                |
| --------------------- | --------------------- | --------------------- | --------------------- | --------------------- |
| 1re                   | Anna van der Breggen  | Pays-Bas              | Boels Dolmans         | 608 pts               |
| 2e                    | Chantal Blaak         | Pays-Bas              | Boels Dolmans         | 538 pts               |
| 3e                    | Amy Pieters           | Pays-Bas              | Boels Dolmans         | 455 pts               |
| 4e                    | Jolien D'Hoore        | Belgique              | Mitchelton-Scott      | 405 pts               |
| 5e                    | Katarzyna Niewiadoma  | Pologne               | Canyon-SRAM Racing    | 400 pts               |
| 6e                    | Marta Bastianelli     | Italie                | Alé Cipollini         | 370 pts               |
| 7e                    | Amanda Spratt         | Australie             | Mitchelton-Scott      | 370 pts               |
| 8e                    | Ashleigh Moolman      | Afrique du Sud        | Cervélo Bigla         | 365 pts               |
| 9e                    | Chloe Hosking         | Australie             | Alé Cipollini         | 280 pts               |
| 10e                   | Marianne Vos          | Pays-Bas              | WaowDeals             | 273 pts               |

| Classement par points | Classement par points | Classement par points | Classement par points | Classement par points |
| Coureuse              | Coureuse              | Pays                  | Équipe                | Points                |
| --------------------- | --------------------- | --------------------- | --------------------- | --------------------- |
| 1re                   | Anna van der Breggen  | Pays-Bas              | Boels Dolmans         | 608 pts               |
| 2e                    | Chantal Blaak         | Pays-Bas              | Boels Dolmans         | 538 pts               |
| 3e                    | Amy Pieters           | Pays-Bas              | Boels Dolmans         | 455 pts               |
| 4e                    | Jolien D'Hoore        | Belgique              | Mitchelton-Scott      | 405 pts               |
| 5e                    | Katarzyna Niewiadoma  | Pologne               | Canyon-SRAM Racing    | 400 pts               |
| 6e                    | Marta Bastianelli     | Italie                | Alé Cipollini         | 370 pts               |
| 7e                    | Amanda Spratt         | Australie             | Mitchelton-Scott      | 370 pts               |
| 8e                    | Ashleigh Moolman      | Afrique du Sud        | Cervélo Bigla         | 365 pts               |
| 9e                    | Chloe Hosking         | Australie             | Alé Cipollini         | 280 pts               |
| 10e                   | Marianne Vos          | Pays-Bas              | WaowDeals             | 273 pts               |

| Classement du meilleur jeune | Classement du meilleur jeune | Classement du meilleur jeune | Classement du meilleur jeune | Classement du meilleur jeune |
| Coureuse                     | Coureuse                     | Pays                         | Équipe                       | Points                       |
| ---------------------------- | ---------------------------- | ---------------------------- | ---------------------------- | ---------------------------- |
| 1re                          | Sofia Bertizzolo             | Italie                       | Astana Women's Team          | 26 pts                       |
| 2e                           | Jeanne Korevaar              | Pays-Bas                     | WaowDeals                    | 14 pts                       |
| 3e                           | Elisa Balsamo                | Italie                       | Valcar PBM                   | 10 pts                       |
| 4e                           | Liane Lippert                | Allemagne                    | Sunweb                       | 8 pts                        |
| 5e                           | Susanne Andersen             | Norvège                      | Hitec Products-Birk Sport    | 6 pts                        |

| Classement du meilleur jeune | Classement du meilleur jeune | Classement du meilleur jeune | Classement du meilleur jeune | Classement du meilleur jeune |
| Coureuse                     | Coureuse                     | Pays                         | Équipe                       | Points                       |
| ---------------------------- | ---------------------------- | ---------------------------- | ---------------------------- | ---------------------------- |
| 1re                          | Sofia Bertizzolo             | Italie                       | Astana Women's Team          | 26 pts                       |
| 2e                           | Jeanne Korevaar              | Pays-Bas                     | WaowDeals                    | 14 pts                       |
| 3e                           | Elisa Balsamo                | Italie                       | Valcar PBM                   | 10 pts                       |
| 4e                           | Liane Lippert                | Allemagne                    | Sunweb                       | 8 pts                        |
| 5e                           | Susanne Andersen             | Norvège                      | Hitec Products-Birk Sport    | 6 pts                        |

| Classement par équipes aux points | Classement par équipes aux points | Classement par équipes aux points | Classement par équipes aux points |
| Équipe                            | Équipe                            | Pays                              | Points                            |
| --------------------------------- | --------------------------------- | --------------------------------- | --------------------------------- |
| 1re                               | Boels Dolmans                     | Pays-Bas                          | 2013 pts                          |
| 2e                                | Mitchelton-Scott                  | Australie                         | 1161 pts                          |
| 3e                                | Canyon-SRAM Racing                | Allemagne                         | 1095 pts                          |
| 4e                                | Alé Cipollini                     | Italie                            | 795 pts                           |
| 5e                                | Sunweb                            | Pays-Bas                          | 558 pts                           |
| 6e                                | WaowDeals                         | Pays-Bas                          | 554 pts                           |
| 7e                                | Cervélo Bigla                     | Danemark                          | 536 pts                           |
| 8e                                | Wiggle High5                      | Royaume-Uni                       | 497 pts                           |
| 9e                                | Astana Women's                    | Kazakhstan                        | 398 pts                           |
| 10e                               | Movistar Team                     | Espagne                           | 198 pts                           |

| Classement par équipes aux points | Classement par équipes aux points | Classement par équipes aux points | Classement par équipes aux points |
| Équipe                            | Équipe                            | Pays                              | Points                            |
| --------------------------------- | --------------------------------- | --------------------------------- | --------------------------------- |
| 1re                               | Boels Dolmans                     | Pays-Bas                          | 2013 pts                          |
| 2e                                | Mitchelton-Scott                  | Australie                         | 1161 pts                          |
| 3e                                | Canyon-SRAM Racing                | Allemagne                         | 1095 pts                          |
| 4e                                | Alé Cipollini                     | Italie                            | 795 pts                           |
| 5e                                | Sunweb                            | Pays-Bas                          | 558 pts                           |
| 6e                                | WaowDeals                         | Pays-Bas                          | 554 pts                           |
| 7e                                | Cervélo Bigla                     | Danemark                          | 536 pts                           |
| 8e                                | Wiggle High5                      | Royaume-Uni                       | 497 pts                           |
| 9e                                | Astana Women's                    | Kazakhstan                        | 398 pts                           |
| 10e                               | Movistar Team                     | Espagne                           | 198 pts                           |

## Liste des participants

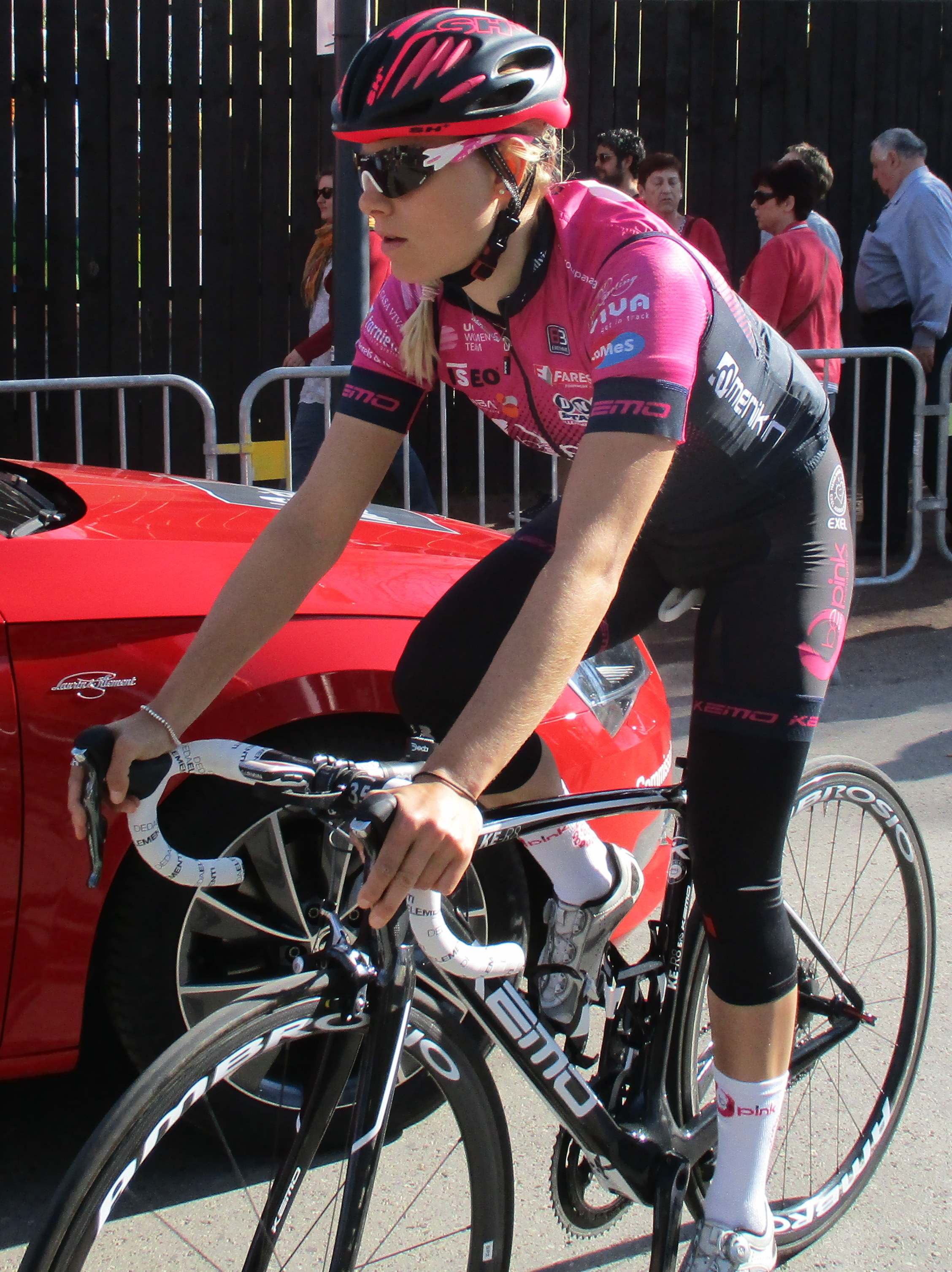
Start van de Waalse Pijl 2018 op de Mur van Huy.

| Légende | Légende                                                                    | Légende | Légende                                                    |
| ------- | -------------------------------------------------------------------------- | ------- | ---------------------------------------------------------- |
| Num     | Dossard de départ porté par le coureur sur cette Flèche wallonne féminine  | Pos     | Position à l'arrivée de la course                          |
|         | Indique un maillot de champion national ou mondial, suivi de sa spécialité | NP      | Indique un coureur qui n'a pas pris le départ de la course |
| AB      | Indique un coureur qui n'a pas terminé la course                           | HD      | Indique un coureur qui a terminé la course hors des délais |

| Boels Dolmans DLT              | Boels Dolmans DLT          | Boels Dolmans DLT |
| ------------------------------ | -------------------------- | ----------------- |
| Num                            | Coureur                    | Pos               |
| 1                              | Anna van der Breggen (NED) | 1re               |
| 2                              | Karol-Ann Canuel (CAN)     | 22e               |
| 3                              | Megan Guarnier (USA)       | 3e                |
| 4                              | Anna Plichta (POL)         | 75e               |
| 5                              | Jip van den Bos (NED)      | 80e               |
| 6                              | Skylar Schneider (USA)     | AB                |
| Directeur sportif : Danny Stam |                            |                   |

| Canyon-SRAM Racing CSR          | Canyon-SRAM Racing CSR        | Canyon-SRAM Racing CSR |
| ------------------------------- | ----------------------------- | ---------------------- |
| Num                             | Coureur                       | Pos                    |
| 11                              | Katarzyna Niewiadoma (POL)    | 21e                    |
| 12                              | Alena Amialiusik (BLR)        | 23e                    |
| 13                              | Elena Cecchini (ITA)          | 60e                    |
| 14                              | Pauline Ferrand-Prévot (FRA ) | 24e                    |
| 15                              | Lisa Klein (GER) (route)      | 70e                    |
| 16                              | Alexis Ryan (USA)             | 73e                    |
| Directeur sportif : Ronny Lauke |                               |                        |

| Mitchelton-Scott MTS           | Mitchelton-Scott MTS         | Mitchelton-Scott MTS |
| ------------------------------ | ---------------------------- | -------------------- |
| Num                            | Coureur                      | Pos                  |
| 21                             | Annemiek van Vleuten (NED)   | 5e                   |
| 22                             | Jessica Allen (AUS)          | AB                   |
| 23                             | Jenelle Crooks (AUS)         | 74e                  |
| 24                             | Jolien D'Hoore (BEL) (route) | AB                   |
| 25                             | Amanda Spratt (AUS)          | 4e                   |
| Directeur sportif : Gene Bates |                              |                      |

| FDJ-Nouvelle Aquitaine-Futuroscope FUT | FDJ-Nouvelle Aquitaine-Futuroscope FUT | FDJ-Nouvelle Aquitaine-Futuroscope FUT |
| -------------------------------------- | -------------------------------------- | -------------------------------------- |
| Num                                    | Coureur                                | Pos                                    |
| 31                                     | Shara Gillow (AUS)                     | 6e                                     |
| 32                                     | Charlotte Bravard (FRA) (route)        | 87e                                    |
| 33                                     | Eugénie Duval (FRA)                    | 34e                                    |
| 34                                     | Victorie Guilman (FRA)                 | 78e                                    |
| 35                                     | Évita Muzic (FRA)                      | 64e                                    |
| 36                                     | Greta Richioud (FRA)                   | AB                                     |
| Directeur sportif : Cédric Barre       |                                        |                                        |

| Cervélo Bigla CBT                  | Cervélo Bigla CBT           | Cervélo Bigla CBT |
| ---------------------------------- | --------------------------- | ----------------- |
| Num                                | Coureur                     | Pos               |
| 41                                 | Ashleigh Moolman (RSA)      | 2e                |
| 42                                 | Ann-Sophie Duyck (BEL)      | 72e               |
| 43                                 | Clara Koppenburg (GER)      | 82e               |
| 44                                 | Lötta Lepistö (FIN) (route) | AB                |
| 45                                 | Cecilie Uttrup Ludwig (DEN) | 40e               |
| 46                                 | Marie Vilmann (DEN)         | AB                |
| Directeur sportif : Thomas Campana |                             |                   |

| Sunweb SUN                          | Sunweb SUN             | Sunweb SUN |
| ----------------------------------- | ---------------------- | ---------- |
| Num                                 | Coureur                | Pos        |
| 51                                  | Coryn Rivera (USA)     | AB         |
| 52                                  | Juliette Labous (FRA)  | 52e        |
| 53                                  | Liane Lippert (GER)    | 15e        |
| 54                                  | Floortje Mackaij (NED) | 42e        |
| 55                                  | Ellen van Dijk (NED)   | 32e        |
| 56                                  | Ruth Winder (USA)      | 26e        |
| Directeur sportif : Hans Timmermans |                        |            |

| Alé Cipollini ALE                       | Alé Cipollini ALE      | Alé Cipollini ALE |
| --------------------------------------- | ---------------------- | ----------------- |
| Num                                     | Coureur                | Pos               |
| 61                                      | Janneke Ensing (NED)   | 13e               |
| 62                                      | Mayuko Hagiwara (JPN)  | 68e               |
| 63                                      | Roxane Knetemann (NED) | 61e               |
| 64                                      | Soraya Paladin (ITA)   | 63e               |
| 65                                      | Ane Santesteban (ESP)  | 16e               |
| 66                                      | Anna Trevisi (ITA)     | AB                |
| Directeur sportif : Fortunato Lacquanti |                        |                   |

| Wiggle High5 WHT                | Wiggle High5 WHT                   | Wiggle High5 WHT |
| ------------------------------- | ---------------------------------- | ---------------- |
| Num                             | Coureur                            | Pos              |
| 71                              | Elisa Longo Borghini (ITA) (route) | 11e              |
| 72                              | Lisa Brennauer (GER)               | 36e              |
| 73                              | Audrey Cordon (FRA)                | AB               |
| 74                              | Emilia Fahlin (SWE)                | 62e              |
| 75                              | Martina Ritter (AUT) (route)       | 69e              |
| 76                              | Eri Yonamine (JPN) (route)         | 30e              |
| Directeur sportif : Allan Davis |                                    |                  |

| BTC City Ljubljana BTC           | BTC City Ljubljana BTC     | BTC City Ljubljana BTC |
| -------------------------------- | -------------------------- | ---------------------- |
| Num                              | Coureur                    | Pos                    |
| 81                               | Eugenia Bujak (SLO)        | 12e                    |
| 82                               | Maaike Boogaard (NED)      | AB                     |
| 83                               | Tanja Elsner (SLO)         | AB                     |
| 84                               | Anastasiia Iakovenko (RUS) | 9e                     |
| 85                               | Mia Radotic (CRO) (route)  | AB                     |
| 86                               | Urška Žigart (SLO)         | 55e                    |
| Directeur sportif : Gorazd Penko |                            |                        |

| WaowDeals WAD                         | WaowDeals WAD              | WaowDeals WAD |
| ------------------------------------- | -------------------------- | ------------- |
| Num                                   | Coureur                    | Pos           |
| 92                                    | Anouska Koster (NED)       | AB            |
| 93                                    | Riejanne Markus (NED)      | AB            |
| 94                                    | Pauliena Rooijakkers (NED) | 41e           |
| 95                                    | Sabrina Stultiens (NED)    | 7e            |
| 97                                    | Rotem Gafinovitz (ISR)     | AB            |
| 98                                    | Jeanne Korevaar (NED)      | 29e           |
| Directeur sportif : Jeroen Blijlevens |                            |               |

| Cylance CPC                        | Cylance CPC                    | Cylance CPC |
| ---------------------------------- | ------------------------------ | ----------- |
| Num                                | Coureur                        | Pos         |
| 101                                | Sheyla Gutierrez Ruiz (ESP)    | 59e         |
| 102                                | Kristabel Doebel-Hickok (USA ) | 48e         |
| 103                                | Marcella Toldi (BRA )          | AB          |
| 104                                | Rossella Ratto (ITA )          | 27e         |
| 105                                | Omer Shapira (ISR )            | 50e         |
| 106                                | Lauren Stephens (USA)          | 47e         |
| Directeur sportif : Manel Lacambra |                                |             |

| Virtu TVC                        | Virtu TVC                  | Virtu TVC |
| -------------------------------- | -------------------------- | --------- |
| Num                              | Coureur                    | Pos       |
| 111                              | Katarzyna Pawlowska (POL)  | 57e       |
| 112                              | Christina Siggaard (NOR)   | AB        |
| 113                              | Claudia Koster (NED)       | AB        |
| 115                              | Doris Schweizer (SUI)      | 84e       |
| 117                              | Louise Norman Hansen (DEN) | 85e       |
| Directeur sportif : Carmen Small |                            |           |

| Hitec Products HPU                      | Hitec Products HPU       | Hitec Products HPU |
| --------------------------------------- | ------------------------ | ------------------ |
| Num                                     | Coureur                  | Pos                |
| 121                                     | Tatiana Guderzo (ITA)    | 18e                |
| 123                                     | Charlotte Becker (GER)   | 77e                |
| 124                                     | Ingvild Gåskjenn (NOR)   | AB                 |
| 125                                     | Vita Heine (NOR) (route) | 54e                |
| 126                                     | Ingrid Lorvik (NOR)      | 44e                |
| Directeur sportif : Tone Lima Hatteland |                          |                    |

| Astana Women's ASA                       | Astana Women's ASA         | Astana Women's ASA |
| ---------------------------------------- | -------------------------- | ------------------ |
| Num                                      | Coureur                    | Pos                |
| 132                                      | Sofia Beggin (ITA)         | AB                 |
| 133                                      | Sofia Bertizzolo (ITA)     | 8e                 |
| 134                                      | Natalya Saifutdinova (KAZ) | 86e                |
| 136                                      | Lara Vieceli (ITA)         | 17e                |
| Directeur sportif : Pierangelo Dal Colle |                            |                    |

| Bepink BPK                        | Bepink BPK                    | Bepink BPK |
| --------------------------------- | ----------------------------- | ---------- |
| Num                               | Coureur                       | Pos        |
| 141                               | Erica Magnaldi (ITA)          | 20e        |
| 142                               | Lisa Morzenti (ITA)           | AB         |
| 143                               | Katia Ragusa (ITA)            | 71e        |
| 144                               | Silvia Valsecchi (ITA)        | AB         |
| 145                               | Tereza Medvedová (SVK)        | AB         |
| 146                               | Maria Vittoria Sperotto (ITA) | AB         |
| Directeur sportif : Sigrid Corneo |                               |            |

| Trek-Drops DRP                 | Trek-Drops DRP           | Trek-Drops DRP |
| ------------------------------ | ------------------------ | -------------- |
| Num                            | Coureur                  | Pos            |
| 151                            | Kathrin Hammes (GER)     | 43e            |
| 152                            | Eva Buurman (NED)        | 49e            |
| 153                            | Abby-Mae Parkinson (GBR) | 83e            |
| 154                            | Hannah Payton (GBR)      | 89e            |
| 155                            | Annabel Simpson (GBR)    | AB             |
| 156                            | Tayler Wiles (USA)       | 33e            |
| Directeur sportif : Bob Varney |                          |                |

| Valcar-PBM VAL                    | Valcar-PBM VAL          | Valcar-PBM VAL |
| --------------------------------- | ----------------------- | -------------- |
| Num                               | Coureur                 | Pos            |
| 161                               | Elisa Balsamo (ITA)     | 38e            |
| 162                               | Dalia Muccioli (ITA)    | 90e            |
| 163                               | Asja Paladin (ITA)      | 14e            |
| 164                               | Silvia Pollicini (ITA)  | 91e            |
| 165                               | Chiara Zanettin (ITA)   | 65e            |
| 166                               | Ilaria Sanguineti (ITA) | AB             |
| Directeur sportif : Davide Arzeni |                         |                |

| Lotto Soudal LSL                      | Lotto Soudal LSL          | Lotto Soudal LSL |
| ------------------------------------- | ------------------------- | ---------------- |
| Num                                   | Coureur                   | Pos              |
| 171                                   | Annabelle Dreville (FRA)  | 28e              |
| 172                                   | Isabelle Beckers (BEL)    | AB               |
| 173                                   | Alana Castrique (BEL)     | AB               |
| 174                                   | Demi de Jong (NED)        | 66e              |
| 175                                   | Julie van de Velde (BEL)  | 46e              |
| 176                                   | Kelly van den Steen (BEL) | 25e              |
| Directeur sportif : Danny Schoonbaert |                           |                  |

| Movistar MOV                   | Movistar MOV                    | Movistar MOV |
| ------------------------------ | ------------------------------- | ------------ |
| Num                            | Coureur                         | Pos          |
| 181                            | Margarita Victoria García (ESP) | 10e          |
| 182                            | Alicia Gonzalez (ESP)           | 81e          |
| 183                            | Malgorzata Jasinska (POL)       | 35e          |
| 184                            | Lorena Llamas (ESP)             | 39e          |
| 186                            | Gloria Rodriguez (MEX)          | AB           |
| 188                            | Lourdes Oyarbide (ESP)          | 76e          |
| Directeur sportif : Jorge Sanz |                                 |              |

| Tibco-SVB TIB                     | Tibco-SVB TIB        | Tibco-SVB TIB |
| --------------------------------- | -------------------- | ------------- |
| Num                               | Coureur              | Pos           |
| 191                               | Alison Jackson (CAN) | 51e           |
| 192                               | Lex Albrecht (CAN)   | AB            |
| 193                               | Brodie Chapman (AUS) | 19e           |
| 194                               | Alice Cobb (GBR)     | 53e           |
| 195                               | Ingrid Drexel (MEX)  | NP            |
| 196                               | Emma Grant (GBR)     | 45e           |
| Directeur sportif : Edward Beamon |                      |               |

| Doltcini-Van Eyck Sport DVE     | Doltcini-Van Eyck Sport DVE | Doltcini-Van Eyck Sport DVE |
| ------------------------------- | --------------------------- | --------------------------- |
| Num                             | Coureur                     | Pos                         |
| 201                             | Sofie de Vuyst (BEL)        | 31e                         |
| 202                             | Mieke Docx ( BEL)           | AB                          |
| 203                             | Daniela Reis (POR)          | AB                          |
| 204                             | Tetiana Riabchenko (UKR)    | 56e                         |
| 205                             | Marion Sicot (FRA)          | 67e                         |
| 206                             | Sarah Inghelbrecht (BEL)    | AB                          |
| Directeur sportif : Marc Bracke |                             |                             |

| Experza-Footlogix EXP            | Experza-Footlogix EXP     | Experza-Footlogix EXP |
| -------------------------------- | ------------------------- | --------------------- |
| Num                              | Coureur                   | Pos                   |
| 211                              | Sara Mustonen (SWE)       | AB                    |
| 212                              | Jessy Druyts (BEL)        | AB                    |
| 213                              | Axelle Dubau-Prévot (FRA) | AB                    |
| 214                              | Séverine Eraud (FRA)      | 58e                   |
| 215                              | Agnieszka Skalniak (POL)  | 88e                   |
| 216                              | Sarah Rijkes (AUT)        | AB                    |
| Directeur sportif : Davy Wijnant |                           |                       |

| Health Mate-Cyclelive HCT              | Health Mate-Cyclelive HCT     | Health Mate-Cyclelive HCT |
| -------------------------------------- | ----------------------------- | ------------------------- |
| Num                                    | Coureur                       | Pos                       |
| 221                                    | Christina Perchtold (AUT)     | AB                        |
| 222                                    | Flávia Oliveira (BRA)         | 79e                       |
| 223                                    | Špela Kern (SLO)              | 37e                       |
| 224                                    | Kathrin Schweinberger (AUT)   | AB                        |
| 225                                    | Marieke van Witzenburg (NED)  | AB                        |
| 226                                    | Christina Schweinberger (AUT) | AB                        |
| Directeur sportif : Patrick van Gansen |                               |                           |

Source.